# HR (アイドルグループ)
HR（エイチアール）は、九州地方を中心に活動していた日本の女性アイドルグループ。「ご当地アイドル殿堂入り」。福岡県福岡市を拠点とし、2010年8月14日に劇場オープンし、2016年11月27日まで市内の専用劇場で公演を行っていた。2018年8月5日付で活動を停止した。

## 概要
福岡における今日のグループアイドル界の草分け的存在として誕生。福岡市東区箱崎の複合商業施設「BOX TOWN（ボックスタウン）箱崎」3階に専用劇場である「ボックスシアター」を持ち、土日および祝日にチームごとに隔週でほぼ毎週公演を行っていた。しかし2016年、賃借契約満了に際しこれを更新しない方針が明らかとなり、同年11月27日の公演を以って箱崎から撤退した。その後の対応については明らかにされていないが、別の場所に拠点を移す方針だとしていた。
だがこの専用劇場閉鎖を契機としてグループ内の不和が露見するようになり、メンバーの脱退・解雇が相次ぐ事態に至る。2017年8月に第13期生4人を迎えたものの、その時点で残っていた正規メンバー3人が11月25日に卒業するなど、グループの先行きが不安視されている。2018年3月に漸く13期生が戦力化してプロフィールが公開され、同月24日に行われたCherish定期公演へのゲスト出演から本格的に活動を再開した。
しかし大幅なパワーダウンは否めず、箱崎撤退時に一旦卒業した11期生1人が復帰したものの13期生が2人抜ける形となったこともありグループとしての活動継続が困難になった。このため、2018年8月5日に公式サイトで活動停止が発表され、最後まで残った3人も契約を解除された。今後福岡アイドル界隈が危機的状況に陥った際は活動再開も検討する、としている。
グループ名のHRは、「博多を再起動（reboot）する」という意味で“Hakata Reboot”の頭文字から。イメージカラーは明太子色（RGB:#ea606f ■）。福岡におけるアイドルグループとしては草分け的存在のひとつであり、地域に根差した活動を展開。場所柄筥崎宮をホームグラウンドにしており、“放生会”（ほうじょうや）では奉納ミニライブを行っているほか、NHKが『軍師官兵衛』を放送した2014年には、一部メンバーが「ふくおか官兵衛Girls」を結成し、福岡市が主催した関連イベントに参加したばかりでなく、CDも出している。
9期生はこれとは別に「情熱hermit」という別ユニットとして活動を行っていた。作詞・作曲は、有村トモナリ、吉田和人が多数担当。ロック、テクノ、アイドルソングと幅広い曲調。
2014年1月末、オリコン週間ランキングにてCD1万枚以上を越えて日本ご当地アイドル活性協会から『ご当地アイドル殿堂入り』認定を果たした。

## メンバー
| 名前       | よみ            | 加入時期 | 卒業日            | 備考 |
| ---------- | --------------- | -------- | ----------------- | --- |
| 島本くるみ | しまもと くるみ | 1期      | 2010年7月13日以前 | |
| 小野田百花 | おのだ もか     | 1期      | 2010年7月13日以前 | |
| 田中優奈   | たなか ゆな     | 1期      | 2010年7月13日以前 | |
| 佐矢優樹   | さや ゆうき     | 1期      | 2010年7月13日以前 | |
| 内山玲菜   | うちやま れいな | 1期      | 2010年7月14日     | |
| 青木まこ   | あおき まこ     | 1期      | 2010年9月23日     | 元「FLC（フォーチュンらぶカラー）」 |
| 木下さちえ | きのした さちえ | 1期      | 2010年9月23日     | 元「FLC（フォーチュンらぶカラー）」 |
| 仲間彩音   | なかま あやね   | 1期      | 2010年9月23日     | 元「FLC（フォーチュンらぶカラー）」 |
| 永井愛里   | ながい あいり   | 1期      | 2010年10月31日    | |
| 伊久美光里 | いくみ ひかり   | 1期      | 2010年11月28日    | |
| 上原あさみ | うえはら あさみ | 1期      | 2010年12月26日    | 元「LinQ」1期生（LinQ元リーダー） |
| 姫野香里   | ひめの かおり   | 1期      | 2011年2月13日     | |
| 美神亜希穂 | みかみ あきほ   | 1期      | 2011年2月13日     | |
| 宮友楓未   | みやとも ふみ   | 1期      | 2011年3月13日     | 宮友姉 |
| 宮友郁未   | みやとも いくみ | 1期      | 2011年3月13日     | 宮友妹 1度辞退後復帰 |
| 桜木渓     | さくらぎ けい   | 2期候補  | 2011年3月末       | セレクション審査落選 |
| 篠原葵     | しのはら あおい | 2期候補  | 2011年3月末       | セレクション審査落選 |
| 野々村優華 | ののむら ゆか   | 2期候補  | 2011年3月末       | セレクション審査落選 |
| 梅本はるか | うめもと はるか | 1期      | 2011年4月10日     | |
| 柳田真帆   | やなぎた まほ   | 1期      | 2011年7月13日     | 2012年11月ソロ活動を開始 |
| 北沢かおり | きたざわ かおり | 3期      | 2011年7月13日     | |
| 一ノ瀬瑠花 | いちのせ るか   | 3期      | 2011年9月23日     | |
| 竹中絵里   | たけなか えり   | 2期      | 2011年12月11日    | |
| 村山友美   | むらやま ともみ | 1.5期    | 2012年3月17日     | |
| 仲村みゆき | なかむら みゆき | 3期      | 2012年3月17日     | |
| 前田温子   | まえだ あつこ   | 3期      | 2012年3月17日     | |
| 桐谷愛華   | きりたに まなか | 4期      | 2012年3月17日     | |
| 相原加奈   | あいはら かな   | 2期      | 2012年3月25日     | |
| 伊東桃花   | いとう ももか   | 2期      | 2012年3月25日     | 2012年4月ソロ活動を開始 |
| 桜井玲奈   | さくらい れな   | 2期      | 2012年3月25日     | |
| 池内茉衣   | いけうち まい   | 2期      | 2012年3月25日     | |
| 朝倉なな   | あさくら なな   | 3期      | 2012年3月25日     | 元「メグリアイ」3期生 |
| 夏目もえ   | なつめ もえ     | 2期      | 2012年5月25日     | |
| 西山羅良   | にしやま らら   | 2期      | 2012年7月6日      | |
| 岡田ゆみこ | おかだ ゆみこ   | 1期      | 2012年7月8日      | |
| 井波絢菜   | いなみ じゅんな | 3期      | 2012年7月8日      | |
| 城川菜里紗 | しろかわ なりさ | 3期      | 2012年7月8日      | |
| 塚本結莉   | つかもと ゆり   | 4.5期    | 2012年7月8日      | |
| 中谷和奏   | なかたに わかな | 2期      | 2012年7月22日     | |
| 佐藤希望   | さとう のぞみ   | 4期      | 2012年7月29日     | |
| 中原未來   | なかはら みく   | 1期      | 2012年7月29日     | 元チームHキャプテン→元HR全体キャプテン 現在はガールズケイリン選手 |
| 野中優     | のなか ゆう     | 4期      | 2012年7月31日     | 元「流星群少女」 |
| 佐々木彩   | ささき あや     | 4期      | 2012年8月19日     | |
| 日谷朱理   | ひたに あかり   | 5期      | 2012年8月19日     | 元「QunQun」 |
| 星野聖奈   | ほしの せいな   | 1期      | 2012年9月17日     | 元「10COLOR'S」 |
| 木下美穂   | きのした みほ   | 5期      | 2012年11月28日    | |
| 大黒沙綾   | おおぐろ さや   | 5期      | 2012年12月22日    | |
| 竹内優月   | たけうち ゆづき | 3期      | 2012年12月22日    | |
| 高橋春佳   | たかはし はるか | 3期      | 2013年1月31日     | 元HRキャプテン |
| 朝野美晴   | あさの みはる   | 4期      | 2013年3月2日      | |
| 春野ゆうか | はるの ゆうか   | 6期      | 2013年3月3日      | |
| 緒方静香   | おがた しずか   | 2期      | 2013年3月6日      | |
| 高峰汐里   | たかみね しおり | 2期      | 2013年3月6日      | |
| 相羽涼花   | あいば すずか   | 2期      | 2013年3月31日     | 元「烈風」 |
| 日野優里亜 | ひの ゆりあ     | 2期      | 2013年3月31日     | |
| 松田麻央   | まつだ まお     | 6期      | 2013年5月19日     | 元「パピマシェ」 |
| 清原千明   | きよはら ちあき | 2期      | 2013年5月26日     | 元HR副キャプテン、元チームR副キャプテン |
| 中村可恋   | なかむら かれん | 2期      | 2013年5月26日     | |
| 福永薫     | ふくなが かおる | 5期      | 2013年5月26日     | 元「K-NEXT」 |
| 桜井実咲   | さくらい みさき | 6期      | 2013年6月16日     | 元「流星群少女」、元「Photograph」、元「K-NEXT」、「空想モーメント」 |
| 西山沙也香 | にしやま さやか | 7期      | 2013年7月4日      | デビュー前に辞退 |
| 大塚美貴   | おおつか みき   | 5期      | 2013年7月14日     | |
| 山本まりや | やまもと まりや | 6期      | 2013年8月18日     | 「TJ(トーンジュエル)」 |
| 七瀬恵梨   | ななせ えり     | 6期      | 2013年12月1日     | |
| 小林明葉   | こばやし あきは | 6期      | 2014年4月13日     | |
| 石川鈴乃   | いしかわ りの   | 7期      | 2014年4月13日     | |
| 大原怜     | おおはら れい   | 7期      | 2014年4月13日     | |
| 大島愛奏   | おおしま あかね | 9期      | 2014年4月19日     | 元「情熱hermit」メンバー、元「流星群少女」 |
| 立石梨穂   | たていし りほ   | 7期      | 2014年5月17日     | |
| 白石ありさ | しらいし ありさ | 6期      | 2014年6月25日     | 「ふくおか官兵衛Girls」リーダー→博多ORIHIMEリーダー |
| 森永亜理沙 | もりなが ありさ | 5期      | 2014年6月30日     | |
| 浅田ひかる | あさだ ひかる   | 9期      | 2014年6月30日     | 元「情熱hermit」 |
| 門司詩子   | もんじ ことこ   | 9期      | 2014年6月30日     | 元「情熱hermit」 |
| 林優花     | はやし ゆうか   | 9期      | 2014年11月28日    | 元「情熱hermit」 |
| 吉田有那   | よしだ ありな   | 8期      | 2014年11月30日    | |
| 椎名紗都   | しいな さと     | 6期      | 2014年12月6日     | 元「ふくおか官兵衛Girls」 |
| 坂本優李   | さかもと ゆうり | 7期      | 2014年12月14日    | 元「Tick☆tik(チクチク)」、「パピロジェ」 |
| 久米知里   | くめ ちさと     | 2期      | 2015年1月18日     | 元HRキャプテン |
| 嶋田早希   | しまだ さき     | 9期      | 2015年3月25日     | 元「情熱hermit」、元「ふくおか官兵衛Girls」 |
| 緒方成美   | おがた なるみ   | 7期      | 2015年4月19日     | 元「ふくおか官兵衛Girls」「天空アイランド」「XX Holic vampire」 |
| 福原梨紗   | ふくはら りさ   | 6期      | 2015年4月23日     | |
| 田中李佳   | たなか ももか   | 9期      | 2015年8月30日     | 元「情熱hermit」、元 Rise（「逢崎 杏佳」）、元 手羽先センセーション（「澄川 もあ」）、元 DOLLY☆POP（「雪白 らな」）、元 ベリベリ！（「その」）、元 BABYschema（「リン」） 2024年2月より YOLOZ（リンドウ＝リン） |
| 山内小百合 | やまうち さゆり | 7期      | 2015年10月12日    | |
| 望月彩華   | もちづき あやか | 6期      | 2015年12月13日    | 小悪魔ahehaオーディション2016ファイナリスト 元バーレスク東京ポールダンサー 芸能活動継続中 |
| 青木翼     | あおき つばさ   | 6期      | 2015年12月27日    | |
| 伊藤凪紗   | いとう なぎさ   | 11期     | 2016年1月4日      | |
| 佐藤真好   | さとう まい     | 11期     | 2016年2月20日     | |
| 國本満里菜 | くにもと まりな | 2期      | 2016年3月6日      | 元「すぷらっしゅレボリューション」 |
| 小林まゆ   | こばやし まゆ   | 2期      | 2016年3月6日      | 元HRキャプテン、元「すぷらっしゅレボリューション」 |
| 吉村珠実   | よしむら たまみ | 9期      | 2016年3月21日     | 元「情熱hermit」 |
| 川崎美帆   | かわさき みほ   | 10期     | 2016年3月26日     | |
| 成瀬みう   | なるせ みう     | 11期     | 2016年3月26日     | |
| 龍ゆいな   | りゅう ゆいな   | 9期      | 2016年4月13日     | 元「情熱hermit」 |
| 沼葵里     | ぬま さえり     | 11期     | 2016年11月19日    | 体調不良等により卒業公演を実施せず活動辞退 |
| 中沢友希   | なかざわ ゆき   | 7期      | 2017年4月19日     | |
| 篠山せら   | しのやま せら   | 10期     | 2017年5月14日     | |
| 小嶋菜生   | こじま なお     | 9期      | 2017年6月7日      | 元「情熱hermit」 |
| 中村胡百合 | なかむら こゆり | 10期     | 2017年6月7日      | |
| 山本侑里   | やまもと ゆり   | 10期     | 2017年6月7日      | |
| 渡辺心     | わたなべ こころ | 10期     | 2017年6月7日      | |
| 佐藤花音   | さとう かのん   | 12期     | 2017年6月7日      | |
| 三浦ゆきの | みうら ゆきの   | 12期     | 2017年6月7日      | |
| 藍川れいか | あいかわ れいか | 9期      | 2017年6月18日     | 元「情熱hermit」 |
| 安田玲     | やすだ れい     | 5期      | 2017年11月25日    | 2016年8月よりディスカバリー・ネクスト モデル部所属 桃色革命 桃レボSOUTH兼任 元「すぷらっしゅレボリューション」                                                                                                  |
| 尾河花奏   | おがわ かなで   | 8期      | 2017年11月25日    | |
| 橋本菜々   | はしもと なな   | 9期      | 2017年11月25日    | 元HRキャプテン、元「情熱hermit」 |
| 天本みおり | あまもと みおり | 13期     | 2018年5月4日      | |
| 結城彩     | ゆうき あや     | 13期     | 2018年5月4日      | 名目上は受験勉強専念のため休業入り |
| 砥上百香   | とがみ ももか   | 11期     | 2018年8月5日      | 劇場移転に合わせ2016年11月27日付で学業の都合により活動辞退 2018年5月4日付で本人の申し出により復帰、活動再開も体調不良で休養                                                                                     |
| 藍沢唯菜   | あいざわ ゆいな | 13期     | 2018年8月5日      | |
| 吉川もも   | よしかわ もも   | 13期     | 2018年8月5日      | |

### メンバー構成推移
| 日時     | 出来事 | 増減   | 合計   | チーム別    | チーム別 | 加入期別 人数変動                        |
| 日時     | 出来事 | 増減   | 合計   | 正          | 研       | 加入期別 人数変動                        |
| 2010年   | 2010年 | 2010年 | 2010年 | 2010年      | 2010年   | 2010年                                   |
| -------- | --- | ------ | ------ | ----------- | -------- | ---------------------------------------- |
| 8月14日  | HR劇場オープン(1期生デビュー)                                                                             |        | 14     | 14          |          | 1期生14人                                |
| 9月23日  | 青木まこ、木下さちえ、仲間彩音 脱退                                                                       | -3     | 11     | 11          |          | 1期生14人→11人                           |
| 10月31日 | 永井愛里 卒業                                                                                             | -1     | 10     | 10          |          | 1期生11人→10人                           |
| 11月28日 | 伊久美光里 卒業                                                                                           | -1     | 9      | 9           |          | 1期生10人→9人                            |
| 12月10日 | 宮友郁未 加入                                                                                             | +1     | 10     | 10          |          | 1期生9人→10人                            |
| 12月26日 | 上原あさみ 卒業                                                                                           | -1     | 9      | 9           |          | 1期生10人→9人                            |
| 2011年   | |        |        |             |          |                                          |
| 1月8日   | 1.5期生 村山友美 加入                                                                                     | +1     | 10     | 10          |          | 1期生9人→10人                            |
| 2月13日  | 姫野香里、美神亜希穂 卒業                                                                                 | -2     | 8      | 8           |          | 1期生10人→8人                            |
| 3月13日  | 宮友楓未、宮友郁未 卒業                                                                                   | -2     | 6      | 6           |          | 1期生8人→6人                             |
| 4月10日  | 梅本はるか 卒業                                                                                           | -1     | 5      | 5           |          | 1期生6人→5人                             |
| 5月15日  | チームR 1st公演初日                                                                                       | +17    | 22     | 22(H5+R17)  |          | 2期生17人                                |
| 7月13日  | 柳田真帆 解雇                                                                                             | -1     | 21     | 21(H4+R17)  |          | 1期生5人→4人                             |
| 7月24日  | チームH 2nd公演初日                                                                                       | +8     | 29     | 29(H12+R17) |          | 3期生8人                                 |
| 9月23日  | チームH一ノ瀬瑠花 解雇                                                                                    | -1     | 28     | 28(H11+R17) |          | 3期生8人→7人                             |
| 9月25日  | 4期生お披露目                                                                                             | +6     | 34     | 28(H11+R17) | 6(6)     | 4期生6人                                 |
| 12月11日 | チームR竹中絵里 卒業                                                                                      | -1     | 33     | 27(H11+R16) | 6(6)     | 2期生17人→16人                           |
| 12月23日 | 5期生お披露目                                                                                             | +7     | 40     | 27(H11+R16) | 6(13)    | 5期生7人                                 |
| 2012年   | |        |        |             |          |                                          |
| 2月25日  | チームH朝倉なな、チームR池内茉衣 卒業                                                                     | -2     | 38     | 25(H10+R15) | 6(13)    | 2期生16人→15人 3期生7人→6人              |
| 3月17日  | チームH村山友美・前田温子・仲村みゆき 卒業                                                                | -3     | 35     | 22(H7+R15)  | 6(13)    | 1期生4人→3人 3期生6人→4人                |
| 3月17日  | 研究生 桐谷愛華 辞退                                                                                      | -1     | 34     | 22(H7+R15)  | 5(12)    | 4期生6人→5人                             |
| 3月25日  | チームR 相原加奈・伊東桃花・桜井玲奈 卒業                                                                 | -3     | 31     | 19(H7+R12)  | 5(12)    | 2期生15人→12人                           |
| 4月22日  | チームH 朝野美晴・佐藤希望 昇格                                                                           | -      | 31     | 21(H9+R12)  | 10(10)   |                                          |
| 5月25日  | チームR 夏目もえ 解雇                                                                                     | -1     | 30     | 20(H9+R11)  | 10(10)   | 2期生12人→11人                           |
| 7月6日   | チームR 西山羅良 解雇                                                                                     | -1     | 29     | 19(H9+R10)  | 10(10)   | 2期生11人→10人                           |
| 7月6日   | チームH 岡田ゆみこ・井波絢菜・城川菜里紗 研究生 塚本結莉 卒業                                             | -4     | 25     | 16(H6+R10)  | 9(9)     | 1期生3人→2人 3期生4人→2人 4期生5人→4人   |
| 7月22日  | チームR 中谷和奏 卒業                                                                                     | -1     | 24     | 15(H6+R9)   | 9(9)     | 2期生10人→9人                            |
| 7月29日  | チームH中原未來・佐藤希望 卒業                                                                            | -2     | 22     | 13(H4+R9)   | 9(9)     | 1期生2人→1人 4期生4人→3人                |
| 7月31日  | 研究生 野中優 卒業                                                                                        | -1     | 21     | 13(H4+R9)   | 8(8)     | 4期生3人→2人                             |
| 8月19日  | 研究生 佐々木彩・日谷朱理 卒業                                                                            | -2     | 19     | 13(H4+R9)   | 6(6)     | 4期生2人→1人 5期生7人→6人                |
| 9月17日  | チームH 星野聖奈 卒業                                                                                     | -1     | 18     | 12(H3+R9)   | 6(6)     | 1期生1人→0人                             |
| 11月10日 | 6期生お披露目                                                                                             | +11    | 29     | 12(H3+R9)   | 17(17)   | 6期生11人                                |
| 11月28日 | 研究生 木下美穂 辞退                                                                                      | -1     | 28     | 12(H3+R9)   | 16(16)   | 5期生6人→5人                             |
| 12月2日  | チームH・R合併、1チーム化 5期生 大塚美貴・福永薫・森永亜理沙・安田玲 昇格                                 | -      | 28     | 16          | 12(12)   |                                          |
| 12月22日 | 3期生 竹内優月、研究生 大黒沙綾 卒業                                                                      | -2     | 26     | 15          | 11(11)   | 3期生2人→1人 5期生5人→4人                |
| 2013年   | |        |        |             |          |                                          |
| 1月31日  | 3期生 高橋春佳 解雇                                                                                       | -1     | 25     | 14          | 11(11)   | 3期生1人→0人                             |
| 3月2日   | 4期生 朝野美晴 卒業                                                                                       | -1     | 24     | 13          | 11(11)   | 4期生1人→0人                             |
| 3月3日   | 研究生 春野ゆうか 辞退                                                                                    | -1     | 23     | 13          | 10(10)   | 6期生11人→10人                           |
| 3月6日   | 2期生 緒方静香・高峰汐里 契約解除                                                                         | -2     | 21     | 11          | 10(10)   | 2期生9人→7人                             |
| 3月31日  | 2期生 相羽涼花・日野優里亜 卒業                                                                           | -2     | 19     | 9           | 10(10)   | 2期生7人→5人                             |
| 4月7日   | 6期生 七瀬恵梨・望月彩華 昇格                                                                             | -      | 19     | 11          | 8(8)     |                                          |
| 5月5日   | 6期生 福原梨紗 昇格                                                                                       | -      | 19     | 12          | 7(7)     |                                          |
| 5月19日  | 研究生 松田麻央 辞退                                                                                      | -1     | 18     | 12          | 6(6)     | 6期生10人→9人                            |
| 5月26日  | 2期生 清原千明・中村可恋、5期生 福永薫 卒業                                                               | -3     | 15     | 9           | 6(6)     | 2期生5人→3人 5期生4人→3人                |
| 6月16日  | 研究生 桜井実咲 辞退                                                                                      | -1     | 14     | 9           | 5(5)     | 6期生9人→8人                             |
| 6月22日  | 7期生お披露目                                                                                             | +8     | 22     | 9           | 13(13)   | 7期生8人                                 |
| 7月4日   | 研究生 西山沙也香 契約解除                                                                                | -1     | 21     | 9           | 12(12)   | 7期生8人→7人                             |
| 7月14日  | 5期生 大塚美貴 卒業                                                                                       | -1     | 20     | 8           | 12(12)   | 5期生3人→2人                             |
| 8月14日  | 8期生お披露目                                                                                             | +2     | 22     | 8           | 14(14)   | 8期生2人                                 |
| 8月18日  | 研究生 山本まりや 辞退                                                                                    | -1     | 21     | 8           | 13(13)   | 6期生8人→7人                             |
| 10月6日  | 7期生 石川鈴乃・中沢友希 昇格                                                                             | -      | 21     | 10          | 11(11)   |                                          |
| 12月1日  | 6期生 七瀬恵梨 卒業                                                                                       | -1     | 20     | 9           | 11(11)   | 6期生7人→6人                             |
| 2014年   | |        |        |             |          |                                          |
| 2月16日  | 6期生 白石ありさ 昇格                                                                                     | -      | 20     | 10          | 10(10)   |                                          |
| 3月15日  | 9期生が「情熱hermit」としてお披露目                                                                       | +11    | 31     | 10          | 10(21)   | 9期生11人                                |
| 4月13日  | 7期生 石川鈴乃・研究生 小林明葉・大原怜 卒業                                                              | -3     | 28     | 9           | 8(19)    | 6期生6人→5人 7期生7人→5人                |
| 4月19日  | 9期生 大島愛奏 解雇                                                                                       | -1     | 27     | 9           | 8(18)    | 9期生11人→10人                           |
| 5月17日  | 研究生 立石梨穂 辞退                                                                                      | -1     | 26     | 9           | 7(17)    | 7期生5人→4人                             |
| 6月25日  | 6期生 白石ありさ 契約解除                                                                                 | -1     | 25     | 8           | 7(17)    | 6期生5人→4人                             |
| 6月30日  | 5期生 森永亜理沙 卒業 9期生 浅田ひかる・門司詩子 活動辞退                                                 | -1     | 22     | 7           | 7(15)    | 5期生2人→1人 9期生10人→8人               |
| 8月10日  | 7期生 緒方成美 昇格                                                                                       | -      | 22     | 8           | 6(14)    |                                          |
| 10月12日 | 10期生お披露目                                                                                            | +5     | 27     | 8           | 6(19)    | 10期生5人                                |
| 10月19日 | 6期生 青木翼、8期生 尾河花奏 昇格                                                                         | -      | 27     | 10          | 17       |                                          |
| 11月28日 | 9期生 林優花 活動辞退                                                                                     | -1     | 26     | 10          | 16       | 9期生8人→7人                             |
| 11月30日 | 8期生 吉田有那 活動辞退                                                                                   | -1     | 25     | 10          | 15       | 8期生2人→1人                             |
| 12月6日  | 6期生 椎名紗都 活動辞退                                                                                   | -1     | 24     | 10          | 14       | 6期生4人→3人                             |
| 12月14日 | 7期生 坂本優李 活動辞退                                                                                   | -1     | 23     | 10          | 13       | 7期生4人→3人                             |
| 12月28日 | 7期生 山内小百合 昇格                                                                                     | -      | 23     | 11          | 12       |                                          |
| 2015年   | |        |        |             |          |                                          |
| 1月18日  | 2期生 久米知里 卒業                                                                                       | -1     | 22     | 10          | 12       | 2期生3人→2人                             |
| 3月25日  | 9期生 嶋田早希 「ふくおか官兵衛Girls」へ移籍                                                              | -1     | 21     | 10          | 11       | 9期生7人→6人                             |
| 4月19日  | 7期生 緒方成美 卒業                                                                                       | -1     | 20     | 9           | 11       | 7期生3人→2人                             |
| 4月23日  | 6期生 福原梨紗 脱退                                                                                       | -1     | 19     | 8           | 11       | 6期生3人→2人                             |
| 8月14日  | 9期生 小嶋菜生・橋本菜々、10期生 篠山せら・渡辺心 昇格 11期生お披露目                                     | +5     | 24     | 12          | 12       | 11期生5人                                |
| 8月30日  | 9期生 田中李佳 活動辞退                                                                                   | -1     | 23     | 12          | 11       | 9期生6人→5人                             |
| 10月12日 | 7期生 山内小百合 卒業                                                                                     | -1     | 22     | 11          | 11       | 7期生2人→1人                             |
| 12月13日 | 6期生 望月彩華 卒業                                                                                       | -1     | 21     | 10          | 11       | 6期生2人→1人                             |
| 12月27日 | 6期生 青木翼 卒業                                                                                         | -1     | 20     | 9           | 11       | 6期生1人→0人                             |
| 2016年   | |        |        |             |          |                                          |
| 1月4日   | 11期生 伊藤凪紗 契約解除                                                                                  | -1     | 19     | 9           | 10       | 11期生5人→4人                            |
| 2月20日  | 11期生 佐藤真好 活動辞退                                                                                  | -1     | 18     | 9           | 9        | 11期生4人→3人                            |
| 3月6日   | 2期生 國本満里菜・小林まゆ 卒業                                                                           | -2     | 16     | 7           | 9        | 2期生2人→0人                             |
| 3月21日  | 9期生 吉村珠実 活動辞退                                                                                   | -1     | 15     | 7           | 8        | 9期生5人→4人                             |
| 3月26日  | 10期生 川崎美帆 契約解除、11期生 成瀬みう 活動辞退                                                        | -2     | 13     | 7           | 6        | 10期生5人→4人 11期生3人→2人              |
| 4月13日  | 9期生 龍ゆいな 活動辞退                                                                                   | -1     | 12     | 7           | 5        | 9期生4人→3人                             |
| 4月13日  | 9期生 藍川れいか 昇格                                                                                     | -      | 12     | 8           | 4        |                                          |
| 6月21日  | 12期生お披露目                                                                                            | +2     | 14     | 8           | 6        | 12期生2人                                |
| 8月14日  | 10期生 中村胡百合・山本侑里 昇格                                                                          | -      | 14     | 10          | 4        |                                          |
| 11月19日 | 11期生 沼葵里 活動辞退                                                                                    | -1     | 13     | 10          | 3        | 11期生2人→1人                            |
| 11月27日 | 11期生 砥上百香 活動辞退                                                                                  | -1     | 12     | 10          | 2        | 11期生1人→0人                            |
| 201７年  | |        |        |             |          |                                          |
| 4月19日  | 7期生 中沢友希 活動辞退                                                                                   | -1     | 11     | 9           | 2        | 7期生1人→0人                             |
| 5月14日  | 10期生 篠山せら 契約解除                                                                                  | -1     | 10     | 8           | 2        | 10期生4人→3人                            |
| 6月7日   | 9期生 小嶋菜生 活動辞退 10期生 中村胡百合・山本侑里・渡辺心 活動辞退 12期生 三浦ゆきの・佐藤花音 活動辞退 | -6     | 4      | 4           | 0        | 9期生3人→2人 10期生3人→0人 12期生2人→0人 |
| 6月18日  | 9期生 藍川れいか 活動辞退                                                                                 | -1     | 3      | 3           | 0        | 9期生2人→1人                             |
| 8月11日  | 13期生お披露目                                                                                            | +４    | ７     | 3           | ４       | 13期生4人                                |
| 11月25日 | 5期生 安田玲・8期生 尾河花奏・9期生 橋本菜々 卒業                                                         | -3     | 4      | 0           | 4        | 5期生1人→0人 8期生1人→0人 9期生1人→0人   |
| 2018年   | |        |        |             |          |                                          |
| 3月16日  | 13期生 藍沢唯菜、天本みおり、結城彩、吉川もも 昇格                                                        | ‐      | 4      | 4           | 0        |                                          |
| 5月4日   | 11期生 砥上百香 復帰 13期生 天本みおり 活動辞退                                                           | ‐      | 4      | 4           | 0        | 11期生0人→1人 13期生4人→3人              |
| 8月5日   | 活動停止、残っていた全員の契約を解除                                                                      | -4     | 0      | 0           | 0        | 11期生1人→0人 13期生3人→0人              |

- 正規メンバーの欄でカッコ外に示した人数は、チームHとRの合計。カッコ内はチームHとRの内訳。
- 研究生の欄でカッコ外に示した人数は、公式HPでメンバーとされた研究生。カッコ内は研究生の総計。
- この表中では加入時期は便宜上、中途加入者も小数点以下を切り捨てた数で表す（例：1.5期→1期）。

## ディスコグラフィー

### シングル
5枚目となるシングルは後発LinQの「ウェッサイ!!ガッサイ!!」、HKT48の「控えめI love you !」と同じ発売日であり、福岡を代表する有力アイドルグループ同士が初めて同じ土俵で戦う事態として注目を集めた。なお3枚目発売日はHKT48「メロンジュース」発売の翌週であった。

### シングル「すぷらっしゅレボリューション」名義
| 枚  | 発売日        | タイトル                     | タイアップ | 最高位 |
| --- | ------------- | ---------------------------- | ---------- | ------ |
| 1st | 2014年6月25日 | めいっぱいはしゃいじゃYeah!! |            | 13位   |

### シングル「ふくおか官兵衛Girls」名義
2014年9月15日、派生ユニットの活動の場である“福岡城軍師官兵衛ドラマ展”の会場に於いて限定発売。
- 収録曲：光、コイゴコロ
- 発売枚数：50セット（CDに付録2点付き）

## オーディション内容
- 合格者のうち太字となっているのは現在在籍しているメンバー。

### オープニングメンバーオーディション
- 応募資格：15～26歳位までの女性で専用劇場で活動でき、オフィスHRと契約ができる人
- 第一次審査：書類選考（応募総数543名→88名）
- 第二次審査：面接（合格者38名）
- 最終審査：ダンス・歌唱（合格者23名）

合格者
中原未來、星野聖奈、岡田ゆみこ、青木まこ、伊久美光里、上原あさみ、梅本はるか、木下さちえ、永井愛里、仲間彩音、姫野香里、美神亜季穂、宮友郁未、宮友楓未、柳田真帆、内山玲菜、小野田百花、島本くるみ、佐矢優樹、田中優奈

### 第二期生オーディション
- 応募資格：11〜22歳位までのプロダクションに所属していない女性
- 第一次審査：書類選考（応募総数813名→110名）
- 第二次審査：面接（合格者52名）
- 第三次審査：ダンス（合格者43名）
- 最終審査：（合格者27名）

合格者
相羽涼花、相原加奈、池内茉衣、伊東桃花、緒方静香、清原千明、國本満里菜、久米知里、小林まゆ、桜井玲奈、高峰汐里、竹中絵里、中谷和奏、中村可恋、夏目もえ、西山羅良、日野優里亜、桜木渓、篠原葵、野々村優華

### 第三期生オーディション
- 応募資格：12歳（中学生以上）～22歳位までのプロダクションに所属していない女性
- 第一次審査：書類選考（応募総数315名→25名）
- 第二次（最終）審査：面接・ダンス（合格者9名）

合格者
朝倉なな、一ノ瀬瑠花、井波絢菜、城川菜里紗、高橋春佳、竹内優月、仲村みゆき、前田温子、北沢かおり

### 第四期生オーディション
- 応募資格：12歳（中学生以上）～22歳位までのプロダクションに所属していない女性
- 第一次審査：書類選考（応募総数273名→29名）
- 第二次（最終）審査：面接・ダンス（合格者9名）

合格者
朝野美晴、桐谷愛華、佐々木彩、佐藤希望、野中優

### 第五期生オーディション
- 応募資格：12歳（中学生以上）～22歳位までのプロダクションに所属していない女性
- 第一次審査：書類選考（応募総数243名→33名）
- 第二次（最終）審査：面接・ダンス（合格者7名）

合格者
大黒沙綾、大塚美貴、木下美穂、日谷朱理、福永薫、森永亜理沙、安田玲

### 第六期生オーディション
- 応募資格：12歳（中学生以上）～22歳位までのプロダクションに所属していない女性
- 第一次審査：書類選考（応募総数407名→41名）
- 第二次（最終）審査：面接・ダンス（合格者11名）

合格者
青木翼、小林明葉、桜井実咲、椎名紗都、白石ありさ、七瀬恵梨、春野ゆうか、福原梨紗、松田麻央、望月彩華、山本まりや

### 第7期生オーディション
- 応募資格：12歳（中学生以上）～22歳位までのプロダクションに所属していない女性
- 第一次審査：書類選考（応募総数216名→32名）
- 第二次（最終）審査：面接・ダンス（合格者10名→2名辞退→8名）

合格者
石川鈴乃、大原怜、緒方成美、坂本優李、立石梨穂、中沢友希、西山紗也香、山内小百合

### 第8期生オーディション
- 応募資格：11歳（小学6年生）～22歳位までのプロダクションに所属していない女性
- 応募〆切：2013年7月5日
- 第一次審査：書類選考
- 第二次（最終）審査：面接・ダンス

合格者
尾河花奏、吉田有那

### 第9期生オーディション
- 応募資格：10歳（小学5年生）～19歳位までのプロダクションに所属していない女性
- 応募〆切：2013年11月14日
- 第一次審査：書類選考
- 第二次（最終）審査：面接・ダンス（合格者14名→3名辞退→11名）

合格者
藍川れいか、浅田ひかる、大島愛奏、小嶋菜生、嶋田早希、田中李佳、橋本菜々、林優花、門司詩子、吉村珠実、龍ゆいな 
(辞退者)神崎あおい 結城みく 吉永りく

### 第10期生オーディション
- 応募資格：11歳（小学6年生）～17歳位までのプロダクションに所属していない女性
- 応募〆切：2014年7月17日
- 第一次審査：書類選考
- 第二次審査：面接
- 最終審査：公開オーディション

合格者
川崎美帆、篠山せら、中村胡百合、山本侑里、渡辺心

### 第11期生オーディション
- 応募資格：11歳(小学6年生)～17歳位までの女性。
- 応募〆切：2015年5月25日(火)23時59分
- 第一次審査：書類選考 6月3日(火)までにメールもしくは電話で通知。その後6月5日(金)までに郵送でも通知
- 第二次審査：面接6月13日(土)
- 最終審査：公開オーディション6月14日(日)（合格者6名→1名辞退→5名）

合格者
砥上百香、佐藤真好、沼葵里、成瀬みう、伊藤凪紗

### 第12期生オーディション
- 応募資格：11歳(小学6年生)～17歳位までの女性。
- 応募〆切：2016年3月31日(火)23時59分
- 1次審査 書類審査 … 4月5日(火)までにメールもしくは電話で通知。その後4月8日(金)までに郵送でも通知
- 2次審査 面接… 4月9日(土)
- 最終審査 公開オーディション … 4月10日(日)

合格者
佐藤花音、三浦ゆきの、（ほか1名）

### 第13期生オーディション
- 応募資格：11歳(小学6年生)～20歳位までの女性。
- 応募〆切：2017年7月7日(金)23時59分
- 1次審査 書類審査 … 7月11日(火)までにメールもしくは電話で通知。その後7月14日(金)までに郵送でも通知
- 二次審査 面接… 7月17日(月・祝)

合格者
藍沢唯菜、天本みおり、結城彩、吉川もも